# Любомир Канов
Любомир Канов е български психиатър и писател. Живее и работи в Ню Йорк. Пише разкази.

## Биография
Любомир Канов е роден на 29 октомври 1944 г. в Банкя. Завършва медицина и специализира психиатрия в Медицинска академия в София. Работи в психиатричните болници в Лом, Курило, Карлуково, Градския психиатричен диспансер в София. През 1977 г. е арестуван и осъден с обвинение за „опит за бягство“ и „подривна дейност срещу социалистическия строй“. Излежава присъдата в Старозагорския затвор. Eмигрира през 1984 г.
Автор e на книгите „Човекът кукувица“, „Парейдолии“, „Ходисей“, „Между двете хемисфери“, „Вселената според Гуидо“ и „Стрела от тръстика“. Негови творби са превеждани на английски, немски и чешки.
Известно време се занимава с производство на вино от наследствените лозя, след като е възстановена собствеността върху земеделските земи след 1989 г. Неговата марка печели международни награди.

## Творчество
- Човекът кукувица. София: Мисъл-90, Фондация „Отворено общество“, 1991, 115 с.
- Парейдолии. София: Петриков, 1996, 150 с.
- Ходисей. София: Свободно поетическо общество, 1997
- Между двете хемисфери. София: Издателско ателие Аб, 2002, 200 с.
- Вселената според Гуидо. София: Рива, 2009, 349 с.
- Стрела от тръстика. София: Рива, 2011, 308 с.